# Hana Štěpánová
Hana Štěpánová (* 25. ledna 1959 Litomyšl) je česká politička, v letech 2012 až 2024 zastupitelka Pardubického kraje (v letech 2016 až 2020 též radní kraje), v letech 2002 až 2016 starostka obce Morašice (v letech 2016 až 2018 pak místostarostka obce), v letech 2011 až 2014 místopředsedkyně hnutí STAN.

## Život
Vystudovala Pedagogickou fakultu Univerzity Hradec Králové.

## Politické působení
V komunálních volbách v roce 1994 byla zvolena do Zastupitelstva obce Morašice (opětovně pak i v dalších volbách v letech 1998, 2002, 2006, 2010 a 2014). Od roku 2002 pak zastávala funkci starostky obce Morašice. Na tuto funkci rezignovala v listopadu 2016, jelikož se stala radní Pardubického kraje. Ve funkci starosty ji nahradil Karel Rajman, ona sama pokračuje v radě obce na pozici místostarostky.
V roce 2012 kandidovala ve volbách za TOP 09 a STAN v obvodu č. 50 - Svitavy do Senátu. Se ziskem 8,40 % hlasů však skončila na pátém místě a nepostoupila ani do druhého kola.
V krajských volbách v roce 2016 byla lídryní kandidátky STAN v Pardubickém kraji a podařilo se jí obhájit mandát krajské zastupitelky. Dne 21. října 2016 byla zvolena radní Pardubického kraje pro regionální rozvoj, evropské fondy a inovace. Ve volbách v roce 2020 obhájila mandát krajské zastupitelky. Skončila však ve funkci radní kraje. Ve volbách v roce 2024 již nekandidovala.
Pracuje také jako místopředsedkyně Mikroregionu Litomyšlsko a je zapojena do činnosti profesní organizace Sdružení místních samospráv. V červnu 2011 byla Hana Štěpánová zvolena 3. místopředsedkyní hnutí STAN. Funkci zastávala do března 2014. Na IX. republikovém sněmu STAN v Praze dne 25. března 2017 neúspěšně usilovala o post místopředsedkyně hnutí. Nakonec však byla zvolena členkou předsednictva hnutí.
V komunálních volbách v roce 2018 obhájila jako členka hnutí STAN post zastupitelky obce Morašice, když kandidovala za subjekt s názvem "NEZÁVISLÍ I.". Předsedá Výboru pro územní rozvoj.